# 王超 (水资源保护专家)
王超（1958年7月19日—），男，江苏滨海人，中国水资源保护专家，现任河海大学环境学院院长、教授。

## 生平
1984年毕业于华东水利学院农田水利工程系。1995年获河海大学水力学及河流动力学专业博士学位。2011年当选为中国工程院院士。
2018年2月24日，当选为第十三届全国人大代表。